# (1065) Amundsenia
(1065) Amundsenia és l'asteroide número 1065. Va ser descobert per l'astronom Sergei Ivànovitx Beliavski des de l'observatori de Simeis, el 4 d'agost de 1926. La seva designació alternativa és 1926 PD. Té un diàmetre d'uns 30 quilòmetres.